# Rhadinus amicorum
Rhadinus amicorum là một loài ruồi trong họ Asilidae. Rhadinus amicorum được Richter miêu tả năm 1966. Loài này phân bố ở vùng Cổ Bắc giới.